# Ephyros (Sohn des Ambrakos)
Ephyros (altgriechisch Ἔφυρος)  war in der griechischen Mythologie der eponyme Heros der Stadt Ephyra. Er war der Sohn des Ambrakos, nach dem die Stadt Ambrakia benannt wurde. Auch der Name der Region Epirus soll letztendlich auf Ephyros zurückgehen.